# Perovići (Foča, BiH)
Perovići su naseljeno mjesto u općini Foči, Republika Srpska, BiH. Popisani su kao samostalno naselje na popisu 1961., a na kasnijim popisima ne pojavljuju se, jer su 1962. pripojeni Popovom Mostu (Sl.list NRBiH, br.47/62).
Nalaze se na sjeverno od rijeke Sutjeske i Nacionalnog parka Sutjeske, na cesti M-20. U susjedstvu su Vojnovići, Popov Most, Tođevac i Igoče.

## Stanovništvo
| Narod     | Popis 1961. |
| --------- | ----------- |
| Hrvati    |             |
| Muslimani | 97          |
| Srbi      | 2           |
| ostali    |             |
| Ukupno    | 99          |